# Antiautoritarismo
O antiautoritarismo consiste na repulsa e no combate total a qualquer tipo de hierarquia imposta ou a qualquer domínio de uma pessoa sobre a outra, ou outras, defendendo uma organização social baseada na igualdade e no valor supremo da liberdade. É a oposição ao autoritarismo, que é definido como "uma forma de organização social ou doutrina política caracterizada pela submissão à autoridade". O antiautoritarismo tem como objetivo: a saída do ditador do poder, a volta da democracia e eleições imediatas (sejam diretas ou indiretas).
Antiautoritários geralmente acreditam em plena igualdade perante a lei e fortes liberdades civis. Às vezes, o termo é usado de forma intercambiável com o anarquismo, que tem como principais, mas não únicos objetivos, a supressão do Estado, da acumulação de riqueza própria do capitalismo (exceto os anarcocapitalistas e os anarcoindividualistas) e as hierarquias religiosas (exceto seguidores do Anarquismo cristão). O Anarquismo difere do Marxismo por rejeitar o uso instrumental do Estado para alcançar seus objetivos e por prever uma Revolução Social de caráter direto e incisivo, ao contrário da progressão sociopolítica gradual — socialismo — rumo à derrubada do Estado — comunismo — proposta por Karl Marx.
O antiautoritarismo, às vezes, é usado para se referir a outras filosofias ou organizações antiestatistas de direita e de esquerda, que podem ser muito próximas filosoficamente do anarquismo, mas que contêm valores opostos.
De acordo com a corrente de pensamentos libertária, a supressão da autoridade é condicionada pela ação direta de cada indivíduo livre, prescindindo-se completamente de qualquer intermediário entre o seu objetivo, enquanto defensor da liberdade, e da sua vontade.
Na Europa, após a Segunda Guerra Mundial houve um forte sentimento de antiautoritarismo baseado em antifascismo e antinazismo, atribuído à resistência activa contra a ocupação alemã.